# Janusz III.

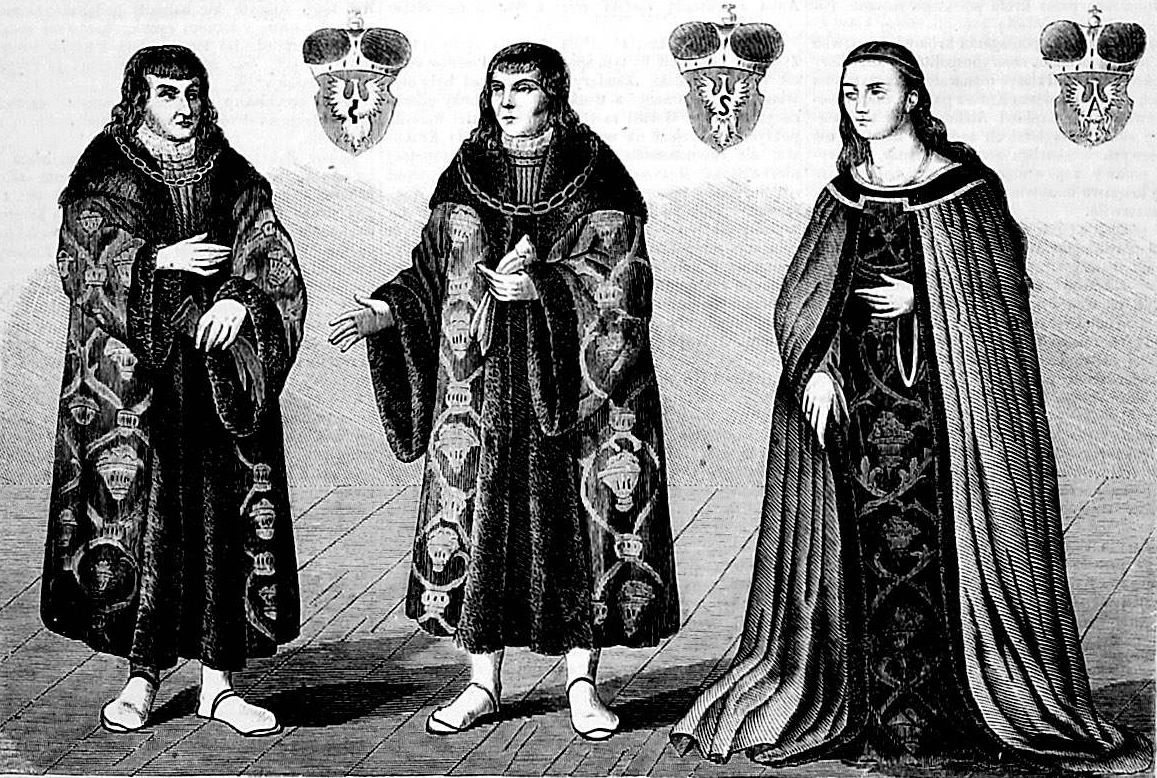
Die letzten masowischen Piasten: Janusz (1503–1526), Stanisław (1500–1524) und Anna (1498–1557)

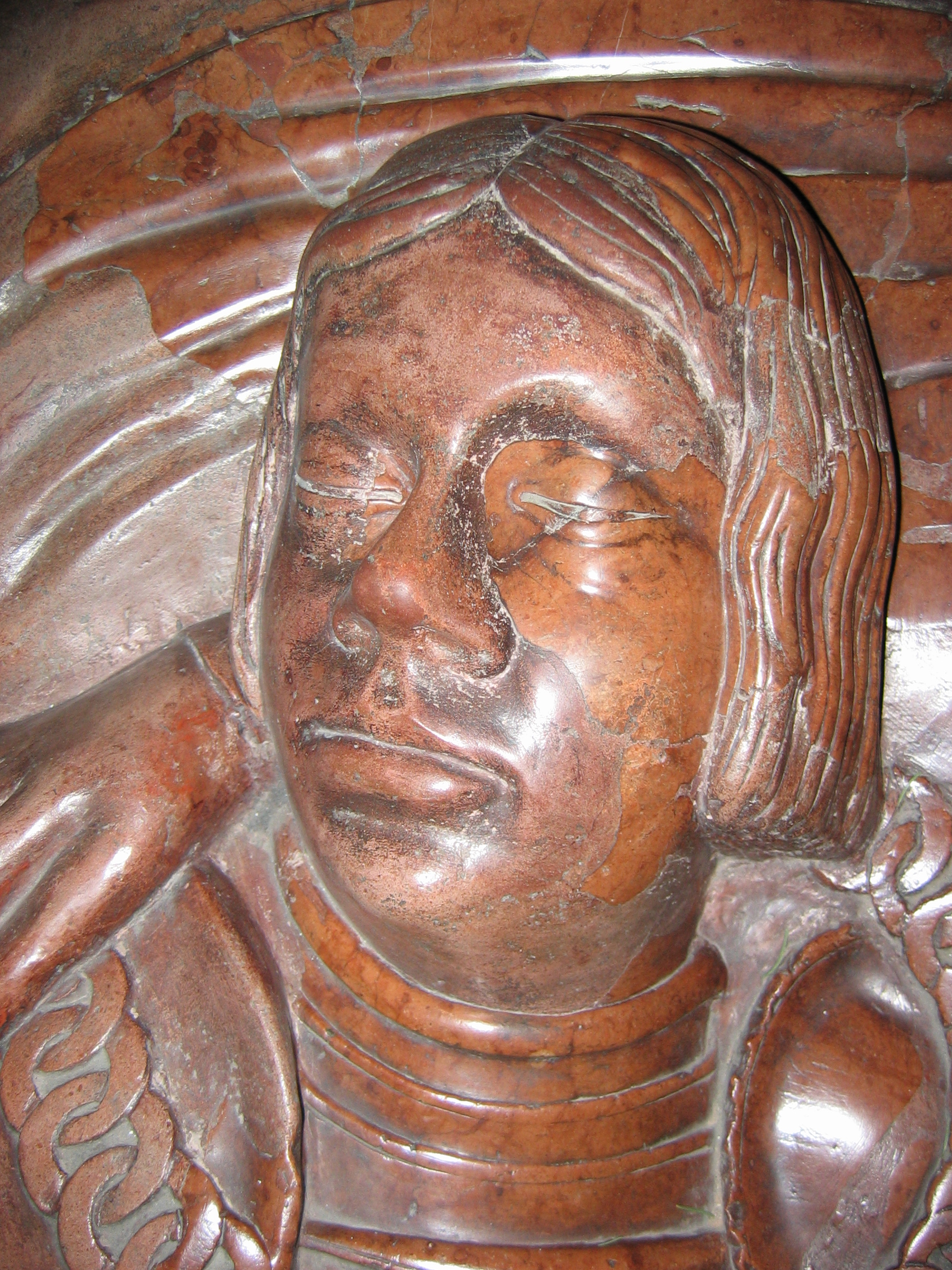
Herzog Janusz von Masowien

Janusz von Masowien (polnisch Janusz III Mazowiecki; * 1502; † 10. März 1526) war ab 1503, als Janusz III., neben seinem Bruder Stanislaus († 1524), Herzog von Masowien (bis 1518 unter der Regentschaft seiner Mutter) und ab 1524 Alleinherrscher. Er entstammte dem Adelsgeschlecht der masowischen Piasten, dessen letzter männlicher Repräsentant er war.

## Leben
Janusz war der Sohn von Herzog Konrad III. († 1503) und der litauischen Adeligen Anna Radziwiłł († 1522). Als sein Vater 1503 verstarb, erbten Janusz und sein Bruder Stanislaus Gebiete um Czersk und durch die Unterstützung von König Alexander auch den Herzogsthron von Masowien, aber aufgrund des jungen Alters wurde die Regentschaft an die Witwe von Konrad, Herzogin Anna, übergeben. 
Im Jahr 1518 nahmen beide Brüder an der Hochzeit von König Sigismund mit der italienischen Prinzessin Bona Sforza teil. Als loyale Vasallen der polnischen Krone nahm Janusz mit seinem Bruder am Reiterkrieg 1519–1521 gegen den Deutschen Orden teil.
1518 übernahm er mit seinem Bruder formell die Regentschaft über das Herzogtum von seiner Mutter. Sie teilten sich die Regentschaft bis zum Tod von Stanislaus im Jahr 1524 gemeinsam. Allerdings überlebte Janusz seinen Bruder nur um zwei Jahre und starb bereits 1526.
Mit ihm starb die Linie der masowischen Piasten im Mannesstamm aus, und das Herzogtum Masowien wurde als erledigtes Lehen durch die polnische Krone eingezogen. Seine Schwester Anna von Masowien musste auf den Herzogsthron 1526 verzichten.

## Ehe und Familie
Herzog Janusz war nie verheiratet und starb kinderlos. Er fand seine letzte Ruhe in der Johanneskathedrale von Warschau. 